# 奚啸伯
奚嘯伯（1910年—1977年12月10日），滿族，喜塔腊氏，北京人。京劇演員，工生行，中国民主同盟（民主黨派人士）。祖父为清末东阁大学士裕德。

## 生平
奚嘯伯師承言菊朋先生學習京劇表演藝術。曾參加梅蘭芳的劇團，唱二路老生（副生），后自組嘯聲京劇團。
中華人民共和國成立后，1955年起擔任北京京劇四團團長。期間與汪曾祺合作取材自吳敬梓《儒林外史》新編古裝京劇《范進中舉》。
1957年反右運動中，被劃為右派，離開北京京劇四團，到石家莊京劇團工作。1959年摘掉右派帽子，變成摘帽右派。1966年文革開始后，受到迫害。
1977年12月10日在河北省石家莊市去世。

## 奚派
他開創世稱奚派的京劇生行藝術流派，大弟子歐陽中石。兒子奚延宏工淨行，孫奚中路工生行。
現任中國國家京劇院一團團長的一級演員張建國是奚派傳人。